# Schizodactylus hesperus
Schizodactylus hesperus är en insektsart som beskrevs av Bei-bienko 1967. Schizodactylus hesperus ingår i släktet Schizodactylus och familjen Schizodactylidae. Inga underarter finns listade i Catalogue of Life.